# Ernst-Thälmann-Straße 31/33/35

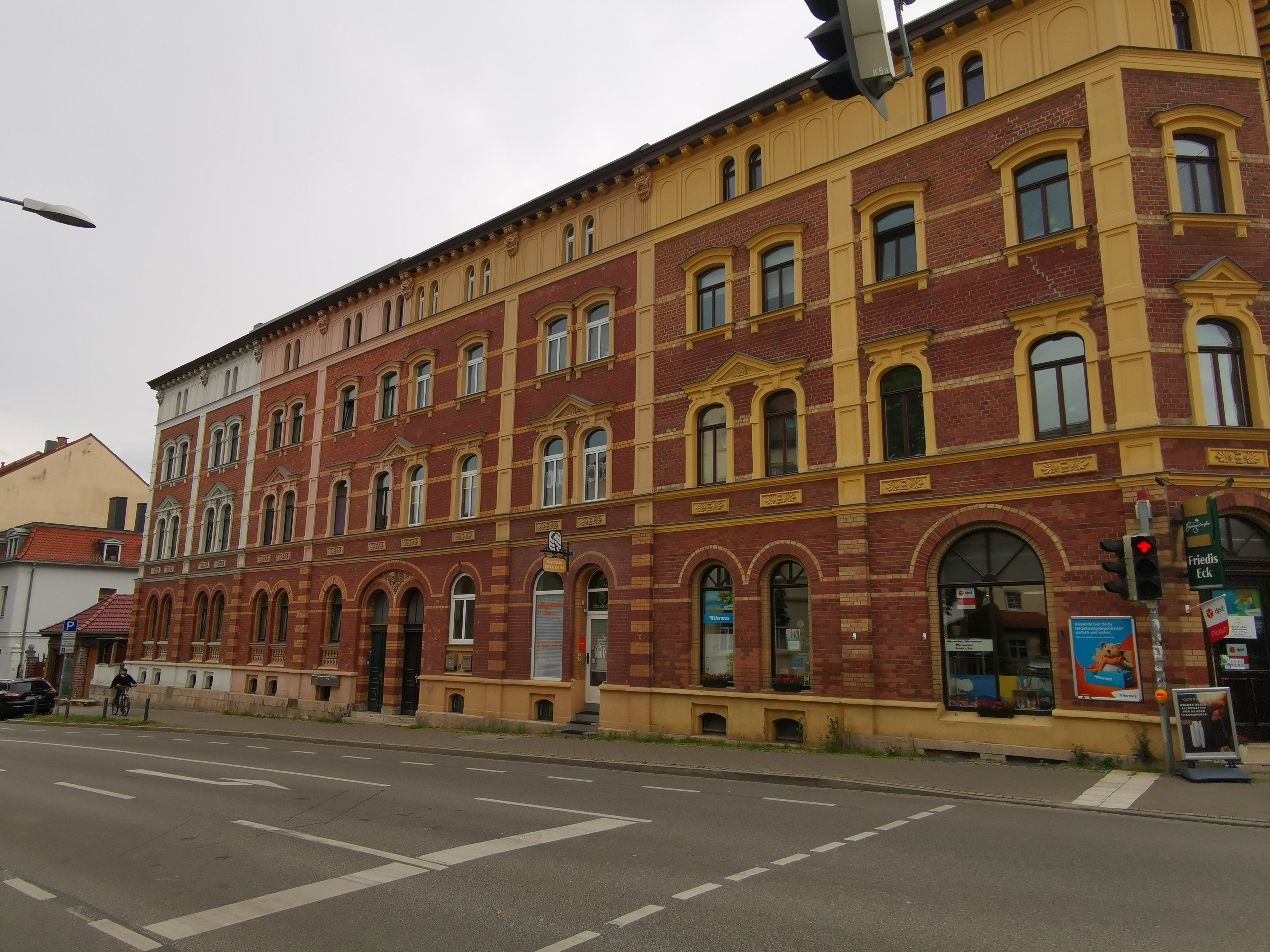
Ernst-Thälmann-Straße 31/33/35/Röhrstraße 1

Die Ernst-Thälmann-Straße 31/33/35/Röhrstraße 1 in der Nordvorstadt von Weimar ist ein großer Ziegelbau aus drei zusammenhängenden Häusern. Er dient als Wohn- und Geschäftsbau. 
Zur Zeit seiner Erbauung hieß die Straße Ettersburger Straße. Das mehrgeschossige Langhaus fällt durch seine im italienischen Renaissancestil gestaltete Fassade auf. Sie ist somit dem Historismus zuzurechnen. Bemerkenswert ist, dass ein Giebel zur Röhrstraße hin verzierte Fenster wie die Längsfassade hat und der andere Giebel aber mit unverzierten Fenstern versehen ist. Die Gebäude entstanden zwischen 1890 und 1896 im Auftrag des Bauunternehmers Karl Knabe nach dem Entwurf von Wilhelm Müller.
Die Häuserreihe steht auf der Liste der Kulturdenkmale in Weimar (Einzeldenkmale). Sie ist straßenbildprägend.